# Batalla de los molinos de Lerna
La batalla de los Molinos de Lerna fue una batalla que se libró el 24 de junio de 1825 en Lerna (Argos), Grecia, entre las fuerzas egipcias de Ibrahim Pasha y las fuerzas griegas dirigidas por el capitán Yannis Makriyannis, Demetrios Ypsilantis, Andreas Metaxas y Konstantinos Mavromichalis. Fue la primera victoria griega contra Ibrahim y salvó a la ciudad de Nauplia, sede del gobierno, de ser capturada.

## Antes del conflicto
Después de que el ejército griego (dirigido por Theodoros Kolokotronis) huyera a Karitena, las fuerzas de Ibrahim capturaron la ciudad de Trípoli, la cual se encontraba completamente abandonada. Inmediatamente después, Ibrahim envió 5,000 soldados a las llanuras de Argos para capturar Nauplia. Cuando las fuerzas de Ibrahim llegaron a los Molinos de Lerna el 24 de julio, el capitán Makrygiannis y el ministro de Guerra Metaxas organizaron una fuerza de resistencia formada por alrededor de 350 soldados.  el general Demetrios Ypsilantis, Konstantinos Mavromichalis, Panagiotis Rodios y varios filhelenistas (como François Graillard y Heinrich Treiber) voluntariarios para defender la guarnición.
La posición era débil y los griegos eran muy pocos comparados con el ejército de Ibrahim. Por ello muchos querían irse usando sus caballos o por barcas de peces, pero Makriyannis se aseguró de que caballos y barcas desaparecieran en secreto. Esto hizo que todos se sintieran más decididos a defender la posición y empezaron cavar trincheras. El almirante De Rigny miró desde su barco desesperanzados griegos y desaconsejó a Makriyannis defender la posición Makriyannis le dijo: 
«Ellos son muchos en verdad, pero nosotros pocos hemos decidido morir y tener a Dios de nuestro lado... Y cuando los pocos deciden morir, la mayoría de las veces ganan... Y si morimos hoy moriremos por nuestra patria y nuestra religión y esa muerte es buena». «Tres bien» respondió de Rigny.

## Batalla

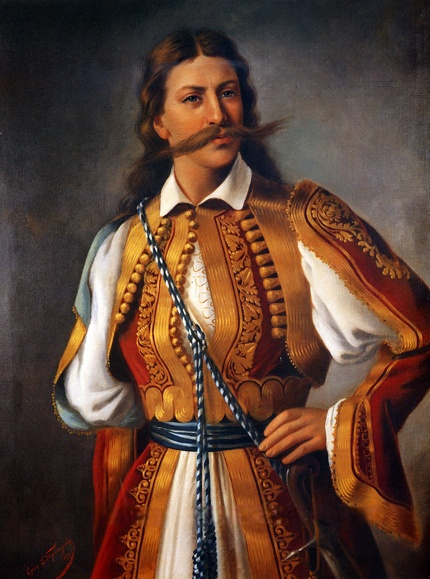
Ilustración del capitán griego Konstantinos Mavromichalis.

La batalla empezó el 24 de junio de 1825. Proteger Lerna era vital porque los molinos contenían grandes cantidades de grano que suministraban alimento a Nauplia. Los molinos de Lerna estaban rodeados por un muro de piedra que estaba rodeado por un pozo profundo y un pantano. Además, la guarnición mantuvo dos cañoneros anclados a escasa distancia (o "distancia de mosquete disparado") de la orilla. Desafortunadamente, los griegos no repararon una grieta pequeña en la pared de piedra. Como resultado, un pequeño contingente árabe explotó esta debilidad en la estructura defensiva e intentó crear una entrada por la creciente grieta. Cuándo los árabes entraron a través de la grieta se les impidió reagruparse cuando entraron en el patio. Trece árabes fueron asesinados por una carga de griegos y filohelenistas dirigidos por Makrygiannis. Finalmente, los árabes restantes en el contingente principal se vieron obligados a huir. Los griegos, después, intentaron reparar la grieta en el muro de piedra. Al mismo tiempo, 50 guerreros bajo el mando de Mitros Liakopoulos llegaron para ayudar a los defensores. A pesar de los refuerzos recibidos recibidos, Ibrahim era consciente de que los griegos estaban listos para defender los molinos con todo y finalmente se retiró a las llanuras de Argos. Desde allí, Ibrahim llevó su ejército a Trípoli el 29 de junio de 1825. Las bajas egipcias, según Sp. Trikoupis, fueron de 50 hombres muertos.
Mientras las fuerzas egipcias fueron repelidas exitosamente, algunos de los agentes navales franceses desembarcaron  y felicitaron a Makriyannis. Él fue víctima de un disparo, pero estaba ansioso de ayudar cuando se le necesitara. Por ello mantuvo secreto el disparo de mosquete en sus manos hasta el fin de la batalla. Afirmaba haber reconocido algunos de los tiradores de  Ibrahim que había visto en la batalla de Neokastro. Fue llevado a la fragata francesa del almirante De Rigny para recibir atención médica después.